# Oliver Bosbyshell
Oliver Christian Bosbyshell, né le 3 janvier 1839 à Vicksburg et mort le 1er août 1921 à Philadelphie, est le directeur de l'United States Mint de 1889 à 1894.